# Kazumasa Uesato
Kazumasa Uesato (上里 一将 Uesato Kazumasa?), född 13 mars 1986 i Okinawa prefektur, är en japansk fotbollsspelare.
Uesato började sin karriär 2004 i Consadole Sapporo. 2011 blev han utlånad till FC Tokyo. 2012 blev han utlånad till Tokushima Vortis. Han gick tillbaka till Consadole Sapporo (Hokkaido Consadole Sapporo) 2013. Han spelade 258 ligamatcher för klubben. 2017 flyttade han till Roasso Kumamoto. 2019 flyttade han till FC Ryukyu.